# Sonsoles Espinosa Díaz
Sonsoles Espinosa Díaz (Àvila, 8 de novembre de 1961) és una cantant clàssica i professora de música. Està casada amb José Luis Rodríguez Zapatero, President del Govern espanyol del 2004 al 2011.
És filla de militar i neboda del conegut periodista José Sanz Moliner i la seua dona Juana Espinosa Armendariz. Llicenciada en dret per la Universitat de Lleó va conèixer en aquesta ciutat a Rodríguez Zapatero l'any 1981. La parella va contraure matrimoni el 27 de gener de 1990. Tenen dues filles: Laura i Alba. Dedicada professionalment a la música, va impartir aquesta disciplina a León durant alguns anys com a professora de flauta en un col·legi privat, el Col·legi Lleonès.
També va ser un dels components del prestigiós cor universitari d'aquesta ciutat. Quan el seu marit va ser triat secretari general del PSOE van haver de traslladar el seu domicili a Madrid. En aquesta ciutat manté el contacte amb la música centrant-se únicament en el cant, cantant com a soprano en els cors que reforcen algunes funcions del Teatre Real, i posteriorment contractada per al cor de RTVE. Com a membre del cor Intermezzo, ha cantat en algunes funcions al Gran Teatre del Liceu, on aquest cor ha reforçat el cor del teatre.